# Hezhou
Hezhou (en xinès: 贺州市, pinyin: Hèzhōu) és una ciutat-prefectura a la regió autònoma Zhuang de Guangxi, República Popular de la Xina. A una distància aproximada de 370 quilòmetres de la capital provincial. Limita al nord amb Guilin, al sud i oest amb Wuzhou i a l'est amb Baise i a l'est amb la província de Guangdong. La seva àrea és de 11.855 km² i la seva població és de 2,1 milions (2010). La llengua local no és el mandarí, sinó una varietat del xinès hakka.

## Administració
Hezhou es divideix en 2 districtes, 2 comtats i 1 comtat autònom.
- Districte Babu (八步区)
- Districte Pinggui (平桂区)
- Comtat Zhongshan (钟山县)
- Comtat Zhaoping (昭平县）
- Comtat autònom Fuchuan Yao (富川瑶族自治县)

## Economia
El seu lloc al llarg de la carretera Gulin-Wuzhou i la seva ubicació cèntrica, a prop de Huanan i Guangdong la converteixen en un important centre de transport. La silvicultura és una de les indústries més importants de Hezhou. Més de 6.130 quilòmetres quadrats de terra estan coberts de boscos. L'energia hidroelèctrica és també important, amb més de 700 megavats produïts. El major recurs mineral és l'or. Altres minerals inclouen el marbre, granit, ferro i alumini. Els productes agrícoles són el bestiar, la llet, les fruites, les verdures, el te i el tabac.

## Clima
La seva temperatura mitjana és de 20 °C.